# Víktor Asmáyev
Víktor Kárpovich Asmáyev –en ruso, Виктор Карпович Асмаев– (Rostov del Don, Unión Soviética, 16 de noviembre de 1947–Rostov del Don, 12 de octubre de 2002) fue un jinete soviético que compitió en la modalidad de salto ecuestre.
Participó en los Juegos Olímpicos de Moscú 1980, obteniendo una medalla de oro en la prueba por equipos (junto con Viacheslav Chukanov, Viktor Poganovski y Nikolai Korolkov).
En 1980 fue galardonado con la Medalla de la Distinción Laboral.

## Palmarés internacional
| Juegos Olímpicos | Juegos Olímpicos | Juegos Olímpicos | Juegos Olímpicos |
| Año              | Lugar            | Medalla          | Categoría        |
| ---------------- | ---------------- | ---------------- | ---------------- |
| 1980             | Moscú (URSS)     | Medalla de oro   | Por equipos      |